# بيل بيرس (لاعب كرة قاعدة)
بيل بيرس هو لاعب كرة قاعدة كوبي، ولد في 30 أبريل 1890 في هانوفر في الولايات المتحدة، وتوفي في 1 أغسطس 1962.